# 蒙特福特-达尔波内
蒙特福特-达尔波内（義大利語：Monteforte d'Alpone），是意大利威尼托大区维罗纳省的一个市镇。总面积20.4平方公里，人口8485人，人口密度415.9人/平方公里（2009年）。国家统计（ISTAT）代码为023050。